# 府河 (大清河)
府河，位于中华人民共和国河北省中部，是大清河南支之一，因流经保定府府城南门，故名。源流称一亩泉河，发源于保定市竞秀区南奇乡一亩泉村（原属满城县），蜿蜒向东南流经保定市区西部和南部城区后向东流，于清苑区石桥乡平陵村以东的连环闸右纳环堤河、新金线河后转东北流，经望亭镇，于安新县安州镇建昌村流入白洋淀的藻杂淀。河长47.1千米，流域面积643.2平方千米，年均径流量0.59亿立方米。府河历史上是一条重要的航运河道，1965年后，因多年超采地下水，泉水断流，商船不行。